# Monika Treut
Monika Treut (nascuda el 1954 a Mönchengladbach, Renània del Nord-Westfàlia) és una creadora cinematogràfica tant de llargmetratges com de documentals alemanys que tracten sobren el lesbianisme.
Durant els seus estudis de filologia alemanya i ciències polítiques a Marburg, va començar a treballar en el camp del vídeo a mitjans dels anys 70. Juntament amb Eli MIkesch va fundar Hyena Filmproduktion i va començar a produir, escriure i dirigir pel·lícules independents. L'any 1992 va continuar Hyena Filmproduktion solitàriament a Hamburg.
Treut és principalment coneguda per Seduction: The Cruel Woman una pel·lícula alemanya de 1985 basada en la novel·la La venus de les pells i en la que explora les pràctiques sexuals sadomasoquistes. Aquesta pel·lícula compta amb la codirecció d'Elfi Mikesch.
També és coneguda pel documental Didn't Do It For Love de 1998 que tracta sobre l'actriu i també directora Eva Norvind.
Des de 2001 Treut es va consagrar més al sector polític i social. Les pel·lícules Warrior of Light i Ghosted provenen de les seves experiències amb viatges a Rio de Janeiro i a Taiwan.
Les seves pel·lícules es mostren a molts festivals de cinema de tot el món i més de vint retrospectives han estat dedicades a la seva obra. Al mateix temps, Treut participa en diversos jurats de festival de cinema i és professora en col·legis americans.

## Obres
- 1983 Bondage
- 1985 Seduction: The Cruel Woman
- 1988 Virgin Machine
- 1989 Annie
- 1991 My Father Is Coming
- 1992 Max
- 1992 Female Misbehavior
- 1992 Dr. Paglia
- 1994 Let's Talk About Sex / Erotique
- 1994 Taboo Parlour
- 1998 Didn't Do It For Love
- 1999 Gendernauts
- 2001 Warrior of Light
- 2003 Encounter With Werner Schroeter
- 2004 Jumpcut: A Travel Diary
- 2005 Tigerwomen Grow Wings
- 2005 Made In Taiwan
- 2009 Ghosted
- 2012 The Raw and the Cooked
- 2014 : Von Mädchen und Pferden
- 2016 : Zona Norte (documental)

## Participació en jurats internacionals
- 1990 Canadian Film Award, International Film Festival Toronto
- 1996 International Filmfestival „Feminale“ Colònia, Alemanya
- 2001 Manfred-Salzgeber-Award: International Film Festival Berlin
- 2001 NDR-Jury, Nordisk Filmfestival, Luebeck, Alemanya
- 2002 Feature Film Jury, Festival Internationale Cinema, Torí, Itàlia
- 2003 Joris –Ivens-Award, International Documentary Film Festival Amsterdam (IDFA)
- 2003 Golden Horse Film Festival, Taipei, Taiwan
- 2007 La Berlinale (Festival Internacional de cinema de Berlin) 2007